# Poiana, Șoldănești
Poiana este o localitate în Raionul Șoldănești, Republica Moldova.
În Poiana, agricultura și creșterea animalelor sunt adesea principalele mijloace de trai pentru locuitori. Terenurile agricole înconjoară satul, iar oamenii lucrează în mod tradițional pentru a cultiva culturi precum porumb, grâu, cartofi și legume. De asemenea, unele gospodării au animale domestice precum vaci, capre, păsări și uneori chiar câteva oi pentru a-și asigura surse suplimentare de hrană și venit.
Satul are și unele mici afaceri locale, cum ar fi magazine de produse alimentare sau de nevoi zilnice, ateliere de artizanat sau mici pensiuni pentru turiști.
În ceea ce privește viața socială, locuitorii Poianei se adună adesea la biserica locală sau la centrul comunitar pentru diverse evenimente religioase sau culturale.
În preajma satului este amplasată rezervația peisagistică Poiana–Curătura.

## Istorie

### Etimologie
Mențiune documentară a satului Poiana o găsim într-un hrisov de danie din 7 iulie 1471 a lui Ștefan Vodă către Afanasie, fiul lui Grigorașcu, în care se spune: “Le-am dat și le-am întărit ocina lor satul Poiana, care este pe râul Nistru în ținutul Soroca…
Iar hotarul acestei ocine a satului Poiana se începe întâi de la râul Nistrului… și din sus de Curătura încercată e o piatră de hotar a ocinei Poiana și înainte drept la Nistru pe lângă ocina Tarasova și tot înainte până la râul Nistru, unde se află la piatra de hotar pe malul Nistrului, despărțirea dintre ocina Poiana Tarasova, a cărei hotar stă în fața "pietrei roșii" care este dincolo de rîul Nistru, și apoi tot în sus pe râul Nistru până ce se află și hotarul de unde am început.”
Mănăstirea Poiana a fost întemeiată în anul 1722. În 1816 aici rămaseră puțini călugări, în timp ce satul de reședință nu avea biserică. Blagocinul mănăstirilor din Soroca, Onisifor, stareț la Cosăuți, făcu atunci un raport pentru suprimarea mănăstirii și predarea bisericii sale satului, lucru consimțit de Mitropolitul Gavriil Bănulescu-Bodoni. Călugării de la mânăstirea Poiana au fost repartizați la alte mănăstiri.

## Geografie

### Amplasare
În preajma satului se află rezervația peisagistică Poiana-Curătura-Tarasova cu o suprafață de 692 ha, care include terasele din preajma Nistrului între comunele Socola și Tarasova, precum și minunatele canioane, care se deschid spre Nistru mai la nord-vest de Poiana și Curături. În afară de povârnișurile pietroase, precum și de terasele de jos de pe malul râului Nistru, în această rezervație peisagistică intră fondurile forestiere Poiana; Curături-Corn; Curături-Tabăra ale gospodăriei silvice Șoldănești. Pe această porțiune se găsesc terasele vechi ale Nistrului (IV-VI), care formează ieșituri abrupte cu o lungime de 50-70 m peste alte terase mai tinere (I-III). Din terasele abrupte și dezgolite se văd depunerile sarmatice. Depunerile sînt formate în temei din straturi de lut margă (marnă) cu sloiuri de torf vulcanic (7 m), iar mai sus – calcar (13 m). Ele conțin rămășițe ale bogatei faune de moluște. Orizontul în partea de jos este format din nisipuri și calcar ocsalit.

### Faună
Porțiunile de pădure de pe crestele deasupra prăpăstiilor sunt în temei din tei auriu, stejar petrofit, arțar, carpen, frasin, păr, cireș și alte specii de copaci. Frasinul obișnuit s-a concentrat în vâlcele și gropi, unde umiditatea solului este mai mare. Arțarul cu frunza ascuțită, arțarul de câmp și vișinul magaleb cresc în locurile, unde la bază sunt calcar și nisipuri. În partea mijlocie a povârnișurilor se întind păduri formate din copaci pitici de stejar, carpen, cireș, păr, vișin magaleb, în unele locuri cresc arbuști denși de măceș, scumpie, corn, porumbrele, mesteacăn european. Aici toamna gama de culori este foarte bogată și fermecătoare.

### Floră
Dintre animalele sălbatice se întâlnesc dihorele de stepă, dihorele de pădure, vulpea, iepure, popândăul comun, popândăul pătat, veverița, căprioare, aici sunt multe păsări cântătoare. Pe apa râului Nistru se întâlnesc colonii de rațe sălbatice, lebede, bâtlani, berze albe și negre, de asemenea se întâlnesc șobolanul de apă, vidra. Malurile stâncoase, grotele, peșterile naturale sunt locurile de viață pentru jderul de piatră], coloniile de lilieci: liliacul târziu, noptarul cu urechile ascuțite, noptarul de apă. În grotele inaccesibile trăiesc vulturii. Majoritatea dintre aceste animale ca bursucul, liliacul, păsările răpitoare sunt introduce în Cartea Roșie a Republicii Moldova și sunt ocrotite de stat.

### Turism
În calcarul sarmatic se află un șir de grote și peșteri naturale, iar spre nord de comuna Socol, în malurile abrupte ale calcarului – un șir de peșteri artificiale, accesul spre care este destul de anevoios. Prin defileul rezervației curge un râuleț, care își ia începutul de la un izvor puternic de lângă satul Alcedar, fiind parte componentă a bazinului nistrean.

## Administrație și politică
Componența Consiliului local Poiana (9 consilieri), ales la 5 noiembrie 2023, este următoarea:
|  | Partid                                       | Consilieri | Componență | Componență | Componență | Componență | Componență |
|  | -------------------------------------------- | ---------- | ---------- | ---------- | ---------- | ---------- | ---------- |
|  | Partidul Acțiune și Solidaritate             | 5          |            |            |            |            |            |
|  | Partidul Social Democrat European            | 3          |            |            |            |            |            |
|  | Partidul Socialiștilor din Republica Moldova | 1          |            |            |            |            |            |